# Атанасиос Влахомихалис
Атанасиос Влахомихалис (на гръцки: Αθανάσιος Βλαχομιχάλης) е гръцки революционер, участник в Гръцката война за независимост.

## Биография

### Война за независимост
Влахомихалис е роден в 1805 година в халкидическата македонска паланка Йерисос, тогава в Османската империя в семейството на Влахомихалис. При избухването на Гръцкото въстание взима участие в сраженията на Халкидическия полуостров заедно с баща си и брат си Константинос срещу Абдул Абуд паша при обсадата на Касандрия и на Света гора. След потушаването на въстанието в Македония в 1822 година, бяга в Южна Гърция и се сражава срещу Махмуд Драмали паша в Пелопонес. В 1823 година под командването на баща си и на Анастасиос Каратасос участва в Битката при Врисакия на Евбея и после на Трикери срещу Топул паша. Оттегля се на Хидра, участва в боевете при Неокастро и Схинолакос срещу албанците, и отново на Хидра. В 1826 година се сражава и при Аталанти срещу Ибрахим Пасомбей и отново на Трикери под командването на Каратасос. В 1828 година става хилядник на Каратасос, а в 1831 година - капитан. След смъртта на Каратасос, служи при сина му Димитриос (Цамис) Каратасос, а по-късно при Нотис Панурияс.
Установява се със семейството си в Неа Пела, Аталанти и е награден с 6480 гроша и влиза в армията като офицер.

### Въстание от 1854 година
В 1854 година, въпреки че е на възраст, Участва заедно с Цамис Каратасос във въстанието на родния му Халкидики. Цамис остава в Ормилия и на 13 април изпраща Влахомихалис с 50 мъже в Полигирос, където са посрещнати като освободители. Укрепил четата си с над 100 мъже от Полигирос, Влахомихалис разбива османските части на хълма Кавролакас, като турците губят 65 души и са принудени да се върнат към Галатища. Но Каратасос е принуден да отстъпи към Кумица и кара Влахомихалис също да отстъпи. При отстъплението им се сблъскват с 800 турци във Врастама. Влахомихалис разделя отряда си от 150 души на три групи и обгражда селото и в сражението загиват над 100 турци и нито един грък. След последвалото клане на първенците в Полигирос Каратасос и Влахомихалис се оттеглят от полуострова в свободна Гърция.
Влахомихалис умира в Аталанта. Синът му Христос Влахомихалис, роден в 1850 година и жив към 1915 година, също следва военна кариера.